# Resolutie 313 Veiligheidsraad Verenigde Naties
Resolutie 313 van de Veiligheidsraad van de Verenigde Naties werd unaniem aangenomen op 25 februari 1972. De resolutie eiste dat Israël onmiddellijk zijn troepen zou terugtrekken uit Zuidelijk Libanon.

## Achtergrond
In Libanon, een buurland van Israël, woonden veel Palestijnse vluchtelingen. De Palestijnse Bevrijdingsorganisatie (PLO) begon in 1968 met aanvallen op Israël, die vaak gelanceerd werden vanuit het door de PLO gecontroleerde zuiden van Libanon. Israël reageerde met vergeldingsacties op dorpen in deze regio.
Op 25 februari viel het Israëlisch leger opnieuw het zuiden van Libanon binnen. Gedurende vier dagen werden gebouwen en kampen van de Palestijnse guerrillas gebombardeerd en opgeblazen. De operatie volgde op een terreuraanslag op een autoweg in het noorden van Israël, waarbij drie soldaten en twee burgers waren omgekomen.

## Inhoud
De Veiligheidsraad eiste dat Israël zich met onmiddellijke ingang zou onthouden van elke militaire actie tegen Libanon te land en te lucht, en onmiddellijk al zijn troepen op Libanees grondgebied zou terugtrekken.
Lijst ·  308 ·  309 ·  310 ·  311 ·  312 ·  313 ·  314 ·  315 ·  316 ·  317 ·  318 ·  319 ·  320 ·  321 ·  322 ·  323 ·  324